# Nanobiowęgiel
Nanobiowęgiel (n-BC, ang. nanobiochar) – to forma biowęgla (BC), która została poddana dodatkowej obróbce w celu uzyskania cząstek na poziomie nanometrycznym (<100 nm). Podobnie jak tradycyjny biowęgiel to forma węgla drzewnego wykonana z biomasy, takiej jak odpady rolnicze, obornik zwierzęcy lub osady ściekowe itp. podczas procesu pirolizy. Nanobiowęgiel to materiał o rozmiarze cząstek poniżej 100 nm, charakteryzujący się lepszymi właściwościami fizycznymi, chemicznymi i powierzchniowymi.

## Produkcja nanobiowęgla
Istnieje sześć typowo stosowanych metod przygotowania n-BC, które są odpowiednie dla różnorodnych źródeł biomasy, jednakże zawierają pewne wspólne etapy takie jak, mielenie, rozdrabnianie czy przesiewanie. Do wytwarzania n-BC najczęściej stosuje się metody, takie jak mielenie kulowe, wirowanie, piroliza mikrofalowa, dezintegracja przez sonikację i obróbka termiczna typu flash. Jednakże spośród tych technik, mielenie kulowe cieszy się największym uznaniem  do produkcji n-BC, dzięki niskiemu kosztowi oraz eliminacji konieczności stosowania niebezpiecznych substancji chemicznych.

## Zastosowania n-BC w rolnictwie
N-BC przyciągnął szeroką uwagę ze względu na swoje potencjalne korzyści dla ochrony środowiska, zrównoważonego rolnictwa i bezpieczeństwa żywnościowego. Dzięki unikalnym właściwościom, takim jak duża powierzchnia właściwa, porowatość i skład chemiczny powierzchni, znalazł on zastosowanie w różnych dziedzinach rolnictwa. Jego skład, bogaty szczególnie w węgiel i inne składniki odżywcze, sprawia, że jest idealnym materiałem do stosowania jako nawóz. Ponadto, dzięki swojej zdolności do poprawy aktywności fizycznej, chemicznej i biologicznej gleby, a także usuwaniu metali ciężkich i substancji zanieczyszczających, n-BC przyczynia się do zwiększenia produktywności i żyzności gleby. Jest także skutecznym narzędziem w poprawie wzrostu i rozwoju roślin poprzez ulepszanie gleby, pobieranie składników odżywczych i efektywne gospodarowanie wodą. Dodatkowo, pomaga roślinom w radzeniu sobie ze stresem biotycznym i abiotycznym, co prowadzi do zwiększenia plonów i redukcji potrzeby stosowania syntetycznych nawozów i pestycydów. W ten sposób, n-BC może odegrać istotną rolę we wspieraniu zrównoważonego rolnictwa i zapewnieniu bezpiecznej i wydajnej produkcji żywności.